# Pedro Bernardi
Pedro Bernardi (* 16. April 1991 in Belo Horizonte) ist ein brasilianischer Tennisspieler.

## Karriere
Bernardi spielte hauptsächlich Doppel auf der ITF Future Tour, wo er zehn Titel im Doppel gewann.
2016 kam er in São Paulo bei den Brasil Open als Ersatz (Alternate) zu seinem Debüt auf der ATP World Tour. Mit seinem Partner Guilherme Clezar unterlag er Andrej Martin und Hans Podlipnik-Castillo in drei Sätzen. Es blieb sein einziger Auftritt auf der Ebene. 2018 spielte er sein letztes Profiturnier.